# Faustin Kayumba Nyamwasa
Faustin Kayumba Nyamwasa est un des fondateurs du Front patriotique rwandais (FPR). Chef d'état-major de l'armée rwandaise de 1994 à 2002, proche de Paul Kagamé, il est aujourd'hui en exil et considéré comme un opposant de ce dernier. 
Il est recherché et poursuivi par la cour pénale internationale, pour atteinte aux droits de l'homme et autres à la suite des crimes de guerre et massacres de masse que lui en personne ou un groupe qu'il dirigeait ont commis contre les Hutus réfugiés en République démocratique du Congo (RDC). 

## Biographie

### De la rébellion au pouvoir
Né au Rwanda dans les années 1962, Faustin Kayumba Nyamwasa a grandi avec les réfugiés tutsis en Ouganda. Diplômé en droit à l'université Makerere, il rejoint l'Armée de résistance nationale de Museveni, guérilla qui chasse Milton Obote de la présidence ougandaise en janvier 1986. Il a participé à la fondation du FPR dans ce pays en 1988. Directeur des renseignements militaires jusqu'en 1994 avec le grade de colonel, il devient général chef d'état-major des armées rwandaises lorsque la rébellion tutsi dirigée par Paul Kagamé s'empare du pouvoir après le génocide des Tutsi au Rwanda.

### Chef de l'armée rwandaise
Considéré comme un des piliers du régime, il supervise les guerres du Congo au cours desquelles l'armée rwandaise pourchasse les génocidaires hutus exilés et est soupçonné d'avoir commis massacres et exactions.
Il  serait "impliqué dans l'assassinat du Président Habyarimana. Une des sources a affirmé au professeur Reyntjens que " le coup aurait été fait par des éléments de l'APR et un ou plusieurs Libyens encadrés par le Major Rose Kabuye (...) et par le colonel Kayumba (à l'époque chef du DMI) ". À côté de ce couple, il faut ajouter le nom du capitaine Ruzahaza  comme ayant fait partie de cette équipe de tueurs. Après la victoire du FPR, il a été nommé chef d'État-major Adjoint de la Gendarmerie Nationale. En 1996, il a été nommé Commandant du Secteur militaire Ruhengeri-Gisenyi. 

### Disgrâce, exil et opposition
En 2002, il redevient directeur des renseignements puis se brouille avec Kagamé. En 2004, il est nommé ambassadeur en Inde. Le 28 février 2010, il abandonne son poste et s'exile en Afrique du Sud, désormais ouvertement opposé au pouvoir,. Le 19 juin 2010, il est victime d'une tentative d'assassinat devant chez lui à Johannesbourg et blessé par balle. Sa femme Rosette Nyamwasa accuse le gouvernement rwandais d'être responsable, le ministère des affaires étrangères sud-africain parle lui d'un « pays étranger », accusant implicitement le Rwanda. Hospitalisé, il est victime d'une deuxième tentative de meurtre sur son lit mais ses cinq assassins sont arrêtés par la police sud-africaine.
Jean-Léonard Rugambage, rédacteur en chef adjoint du journal Umuvugizi, qui enquêtait sur cette tentative de meurtre a été lui-même assassiné le 24 juin 2010, abattu devant son domicile à Kigali,,.
Kayumba Nyamwasa (avec Patrick Karegeya) est accusé par le gouvernement rwandais d'avoir commandité des attentats à la grenade ayant causé deux morts et une vingtaine de blessés à Kigali du 20 février au 11 août 2010, jour de la réélection de Paul Kagame à la présidence de la république,,. Fin 2010, il est poursuivi par la Haute cour militaire pour « atteinte à la sécurité de l’État ».
Il est également recherché par la justice espagnole pour son éventuelle implication dans des « actes de génocide, crimes contre l’humanité, crimes de guerre » au Congo[réf. nécessaire].
Selon BBC Gahuza, le 22 septembre 2011, les services de renseignements sud-africains déjouent pour la troisième fois une tentative d'assassinat de toute la famille Kayumba
.
En mars 2014, la maison de Kayumba Nyamwasa en Afrique du Sud est mise à sac par des intrus qui s'emparent de son ordinateur et de divers documents. Les autorités sud-africaines soupçonnent des agents des services de renseignement rwandais attachés à l'ambassade, et expulsent du pays trois diplomates rwandais.
Fin janvier 2019, il fait l'objet d'un mandat d'arrêt international du gouvernement rwandais, accusé « de créer avec les autres partis d'opposition une rébellion dans l'est du Congo entre Fizi et Uvira ».